# King 810
King 810 (voorheen bekend als, en vaak nog afgekort tot King) is een Amerikaanse band uit Flint, Michigan die werd opgericht in 2007. De huidige bezetting van de band bestaat uit David Gunn, Andrew Beal, Eugene Gill en Andrew Workman. De band debuteerde met de EP Midwest Monsters in 2012. In 2014 brachten ze hun debuut-CD Memoirs of a Murderer uit bij Roadrunner Records.

## Prijzen
| Band     | Jaar | Award                                           | Resultaat   |
| -------- | ---- | ----------------------------------------------- | ----------- |
| King 810 | 2015 | Metal Hammer Golden Gods Awards - Best New Band | Genomineerd |